# Democratic Voice of Burma
Democratic Voice of Burma (DVB) är en oppositionell mediaorganisation för Myanmar, som drivs av exilburmeser. Rörelsen har sitt högkvarter i Oslo i Norge, och genomför radio- och TV-sändningar med syfte att sprida ocensurerade nyheter och information om Burma, landets militärdiktatur och dess opposition. DVB uppskattar att de når ut till ungefär fem miljoner burmeser. Stationen har också ett kontor i Chiang Mai i norra Thailand. Chefredaktör och administrerande direktör för Democratic Voice of Burma är Ave Chan Naing.
DVB startades som radiostation av burmesiska studenter och flyktingar som blivit tvungna att fly landet efter upproret 1988. Stationen gavs till den burmesiska exil-regeringen av norska myndigheter 1992, och år 2000 blev den självständig. Idag får DVB ekonomiskt stöd av skandinaviska myndigheter, Norges utrikesdepartement och Fritt Ord i Oslo, Free Voice i Nederländerna och National Endowment for Democracy i USA. DVB har haft TV-sändningar sedan 2005.
DVB samlar in nyheter via journalister i Burma och längs landets gränser. Stationen har omkring 12 anställda i Norge och runt 100 medarbetare, varav cirka 40 i Burma. Vanligtvis sänder DVB 2 timmar radio varje dag, men under protesterna i Burma 2007, då flera av DVB:s journalister i Burma också blev arresterade, utvidgade stationen sändningstiden till 9 timmar per dag. 
År 2008 mottog de Dawit Isaak-priset och Ossietzky-priset.